# Allaegopis amphikypellon
Allaegopis amphikypellon is een slakkensoort uit de familie van de Zonitidae. De wetenschappelijke naam van de soort is voor het eerst geldig gepubliceerd in 1982 door Riedel.